# 森田進
森田 進（もりた すすむ、1941年4月26日 - 2018年7月27日）は、日本の詩人。

## 来歴
埼玉県浦和市（後のさいたま市）生まれ。日本詩人クラブ、日本キリスト教詩人会所属。同志社大学文学部美学専攻、早稲田大学第一文学部国文科卒。梅光女学院高等学校教諭、四国学院大学教授、恵泉女学園大学教授を歴任。
1978年韓国・崇田大学の日本語・日本文学客員教授として家族と共に赴任した経験での、韓国の人々との交流と葛藤を独自の詩世界に結実した。
全国詩誌『詩と思想』(土曜美術社出版販売)の編集長として、社主・加藤幾惠、編集メンバー・詩人の麻生直子、葵生川玲、中村不二夫、小川英晴と、地方在住の詩人に呼びかけ詩の興隆運動を展開し、新しい世代の詩人を送り出した。
詩の編著による、『クリスマス詩集』などキリスト教信者としての詩、韓国、在日韓国人の詩、ハンセン病や身障者の詩など、幅広く良い詩を見出し伝えようとする視点での、詩の裾野を豊かに広げる活動を行い続けていた詩人である。佐川亜紀との共著『在日コリアン詩選集 : 一九一六年〜二〇〇四年』で2005年度地球賞を受賞。

## 書籍

### 詩集
- 『海辺の地方から』(1971年、昭森社)
- 『乳房半島・一九七八年』 (1980、混沌社)
- 『野兎半島』 (1985年、書房ふたば)
- ハングル訳詩集『アリラン半島』 (1994年)

### 選・編 詩集
- 『大江満雄 詩と詩論』 (1996年、思想の科学社)
- 『クリスマス詩集 -この聖き夜に-』 (2004年、日本キリスト教団出版局)
- 『在日コリアン詩選集 : 一九一六年〜二〇〇四年』 (2005年、土曜美術社出版販売)
- 『イースター詩集』 (2006年、日本キリスト教団出版局)

## 評論集
- 『言葉と魂 : 詩人の世界』 (1973年、ルガール社)
- 『言葉と魂 -詩とキリスト教- 新版』 (1977年、ルガール社)
- 『文学の中の病気』 (1978年、ルガール社)
- 『現代詩人の世界 -朝鮮・神・土着-』 (1984年、近代文芸社)
- 『詩とハンセン病』-「新」詩論・エッセー文庫3 (2003年、土曜美術社出版販売)
- 『深沢七郎回想録』 (2004年、清水工房)
- 『言葉の献げ物 森田進説教集』（2019年、土曜美術社出版販売）